# Chwytak (budownictwo)

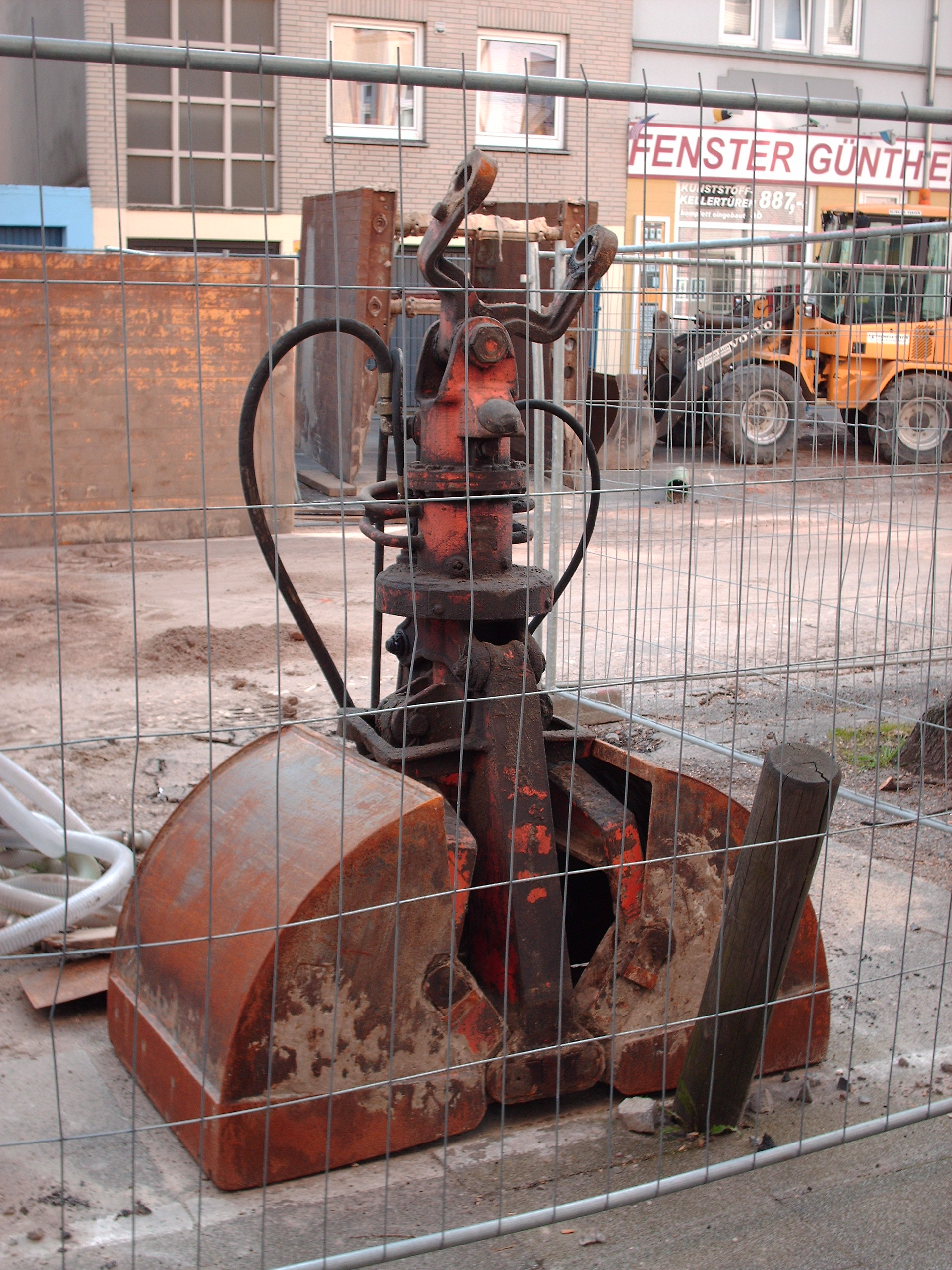
Chwytak hydrauliczny

Chwytak (budownictwo) – osprzęt roboczy dźwignicy ustrojowej, maszyny ciągnikowej, służący do przeładunku materiałów masowych (sypkich lub w kawałkach) lub do kopania urobku przy dużych głębokościach.
Do kopania służą chwytaki ciężkie, a przeładunku chwytaki normalne.
Pod względem konstrukcji chwytaki dzieli się na:
- mechaniczne
  - łupinowe (jednolinowe, czterolinowe)
    - chwytak Hulleta, chwytak amerykański

  - polipowe (otwarte, zamknięte)
- hydrauliczne
- pneumatyczne
- specjalne (np. do przeładunku drewna, buraków, blach, beczek, rur).